# 丁申
丁申（約1815年—1880年），字笏齋，錢塘（今杭州）人，諸生，候選主事。喜歡藏書。咸豐年間和其弟丁丙一同收集文瀾閣《四庫全書》。編有《武林藏書錄》三卷（一作五卷），《杭郡詩三輯》。